# Ленс, Джермейн
Джерме́йн Марсиа́но Ленс (нидерл. Jeremain Marciano Lens; род. 24 ноября 1987[…], Амстердам) — нидерландский футболист, вингер [клуба Версаль.

## Клубная карьера
Дебютировал в профессиональном футболе в сезоне 2005/06 за АЗ. В том и следующем чемпионатах Ленс участвовал в общей сложности в 15 матчах, в основном выходя на замену. Летом 2007 года молодой нападающий был отдан в годичную аренду клубу НЕК.
За сезон в неймегенском клубе Ленс забил 9 голов в 31 матче, после чего вернулся в Алкмар. Большую часть чемпионата 2008/09 форвард пропустил из-за травмы, но уже в следующем сезоне он сумел стать одним из основных игроков команды, проведя за АЗ 40 матчей в различных турнирах.

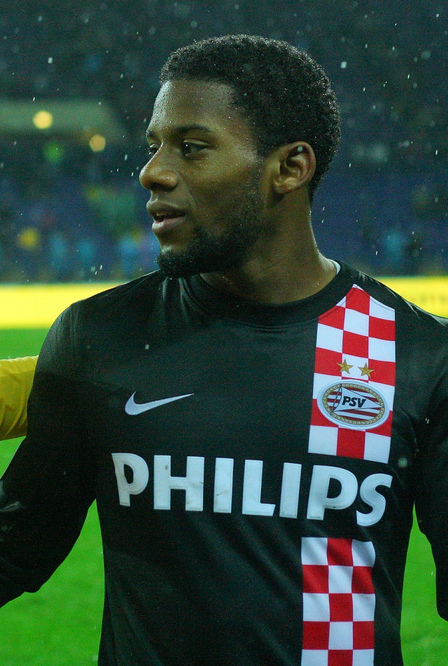
Ленс в составе ПСВ

Летом 2010 года Джермейн Ленс стал игроком ПСВ. В состоянии голландского гранда окрепший нападающий уже в первый сезон проявил себя как разносторонний атакующий игрок. Он с успехом играл по всему фронту атаки, будь то правый фланг, позиция под нападающими или как второй форвард в паре с Мертенсом. В результате в 33 матчах Эредивизии того сезона Ленс забил 10 мячей и отдал 15 голевых передач.
В сезоне 2011/12 результативность Джермейна немного снизилась (33 игры в чемпионате, 9 голов, 11 голевых передач), что было связано с поиском для него Фредом Рюттеном, а затем и его преемником Филлипом Коку, наиболее удачного места в игровой структуре ПСВ.
Воссоединение с Диком Адвокатом, который возглавил эйндховенцев в июле 2012 года вновь благотворно сказалось на игре Ленса. В феврале 2013 года Джермейн стал автором громкого скандала: не поделив что-то поле с защитником «Фейеноорда» Йорисом Матейсеном, он подстерег того в тоннеле после матча и попытался разобраться. За неподобающее поведение Федерация футбола Нидерландов дала Ленсу трехматчевую дисквалификацию, а клуб наложил рекордный денежный штраф, сумма которого не была разглашена. Несмотря на это за сезон во всех турнирах, умело выбирая позицию, особенно при контратакующей игре, и обладая замечательным стартовым рывком, Ленс провел 49 матчей, забив в них 24 гола и отдав 16 результативных передач.
18 июня 2013 года Ленс заключил 4-летний контракт с киевским «Динамо». За новый клуб он дебютировал 3 июля в товарищеском матче с питерским «Зенитом». 7 июля Джермейн забил первый гол за «бело-синих», поразив ворота московского «Спартака».
15 июля 2015 года Ленс перешёл в клуб «Сандерленд». Контракт рассчитан на 4 года.
В сезоне 2016/17 Ленс на правах аренды выступал за турецкий клуб — «Фенербахче», в составе которого провёл 26 матчей в чемпионате Турции, забил четыре мяча и сделал 12 голевых передач.
5 августа 2017 года Ленс перешёл в турецкий клуб «Бешикташ» на правах аренды. Арендное соглашение было рассчитано на сезон 2017/18. «Бешикташ» заплатил «Сандерленду» € 1,5 млн.
28 февраля 2018 года стал полноценным игроком турецкого клуба. «Бешикташ» активировал опцию выкупа контракта голландца.

## Национальная сборная
В 2007—2008 годах играл за молодежную сборную Нидерландов. 11 августа 2010 года в товарищеском матче против сборной Украины дебютировал за национальную сборную Нидерландов. В этом же матче форвард забил свой первый гол за сборную.
Выступал за сборную Суринама в турнире, не признанном ФИФА.

## Достижения
АЗ
- Чемпион Нидерландов: 2008/09
- Обладатель Суперкубка Нидерландов: 2009

ПСВ
- Обладатель Кубка Нидерландов: 2011/12
- Обладатель Суперкубка Нидерландов: 2012

«Динамо» (Киев)
- Чемпион Украины: 2014/15
- Обладатель Кубка Украины (2): 2013/14, 2014/15

Сборная Нидерландов
- Бронзовый призёр чемпионата мира: 2014

## Статистика
| Клуб                     | Сезон                    | Чемпионат | Чемпионат | Кубок | Кубок | Еврокубки | Еврокубки | Всего | Всего |
| Клуб                     | Сезон                    | Игры      | Голы      | Игры  | Голы  | Игры      | Голы      | Игры  | Голы  |
| ------------------------ | ------------------------ | --------- | --------- | ----- | ----- | --------- | --------- | ----- | ----- |
| АЗ                       | 2005/06                  | 1         | 0         | 0     | 0     | 0         | 0         | 1     | 0     |
| АЗ                       | 2006/07                  | 14        | 0         | 0     | 0     | 6         | 0         | 20    | 0     |
| АЗ                       | 2008/09                  | 8         | 1         | 0     | 0     | 0         | 0         | 8     | 1     |
| АЗ                       | 2009/10                  | 32        | 12        | 3     | 2     | 5         | 2         | 40    | 16    |
| Всего за АЗ              | Всего за АЗ              | 55        | 13        | 3     | 2     | 11        | 2         | 69    | 17    |
| НЕК                      | 2007/08                  | 31        | 9         | 0     | 0     | 0         | 0         | 31    | 9     |
| Всего за НЕК             | Всего за НЕК             | 31        | 9         | 0     | 0     | 0         | 0         | 31    | 9     |
| ПСВ                      | 2010/11                  | 33        | 10        | 2     | 0     | 13        | 3         | 48    | 13    |
| ПСВ                      | 2011/12                  | 33        | 9         | 5     | 1     | 12        | 1         | 50    | 11    |
| ПСВ                      | 2012/13                  | 30        | 15        | 4     | 1     | 6         | 3         | 40    | 19    |
| Всего за ПСВ             | Всего за ПСВ             | 96        | 34        | 11    | 2     | 31        | 7         | 138   | 43    |
| Динамо (Киев)            | 2013/14                  | 28        | 5         | 4     | 0     | 7         | 2         | 41    | 7     |
| Динамо (Киев)            | 2014/15                  | 20        | 5         | 5     | 1     | 10        | 3         | 35    | 9     |
| Всего за «Динамо» (Киев) | Всего за «Динамо» (Киев) | 48        | 10        | 9     | 1     | 17        | 5         | 74    | 16    |
| Всего                    | Всего                    | 219       | 61        | 21    | 5     | 55        | 12        | 312   | 85    |

### Матчи Ленса за сборную Нидерландов
| Матчи Ленса за сборную Нидерландов | Матчи Ленса за сборную Нидерландов | Матчи Ленса за сборную Нидерландов | Матчи Ленса за сборную Нидерландов | Матчи Ленса за сборную Нидерландов | Матчи Ленса за сборную Нидерландов |
| ---------------------------------- | ---------------------------------- | ---------------------------------- | ---------------------------------- | ---------------------------------- | ---------------------------------- |
| №                                  | Дата                               | Соперник                           | Счёт                               | Голы Ленса                         | Соревнование                       |
| 1                                  | 11 августа 2010                    | Украина                            | 1:1                                | 1                                  | Товарищеский матч                  |
| 2                                  | 7 сентября 2010                    | Финляндия                          | 2:1                                | —                                  | Чемпионат Европы 2012 (отбор)      |
| 3                                  | 12 октября 2010                    | Швеция                             | 4:1                                | —                                  | Чемпионат Европы 2012 (отбор)      |
| 4                                  | 17 ноября 2010                     | Турция                             | 1:0                                | —                                  | Товарищеский матч                  |
| 5                                  | 15 августа 2012                    | Бельгия                            | 2:4                                | —                                  | Товарищеский матч                  |
| 6                                  | 11 сентября 2012                   | Венгрия                            | 4:1                                | 2                                  | Чемпионат мира 2014 (отбор)        |
| 7                                  | 12 октября 2012                    | Андорра                            | 3:0                                | —                                  | Чемпионат мира 2014 (отбор)        |
| 8                                  | 16 октября 2012                    | Румыния                            | 4:1                                | 1                                  | Чемпионат мира 2014 (отбор)        |
| 9                                  | 6 февраля 2013                     | Италия                             | 1:1                                | 1                                  | Товарищеский матч                  |
| 10                                 | 22 марта 2013                      | Эстония                            | 3:0                                | —                                  | Чемпионат мира 2014 (отбор)        |
| 11                                 | 26 марта 2013                      | Румыния                            | 4:0                                | 1                                  | Чемпионат мира 2014 (отбор)        |
| 12                                 | 7 июня 2013                        | Индонезия                          | 3:0                                | —                                  | Товарищеский матч                  |
| 13                                 | 11 июня 2013                       | Китай                              | 2:0                                | —                                  | Товарищеский матч                  |
| 14                                 | 14 августа 2013                    | Португалия                         | 1:1                                | —                                  | Товарищеский матч                  |
| 15                                 | 6 сентября 2013                    | Эстония                            | 2:2                                | —                                  | Чемпионат мира 2014 (отбор)        |
| 16                                 | 10 сентября 2013                   | Андорра                            | 2:0                                | —                                  | Чемпионат мира 2014 (отбор)        |
| 17                                 | 11 октября 2013                    | Венгрия                            | 8:1                                | 1                                  | Чемпионат мира 2014 (отбор)        |
| 18                                 | 15 октября 2013                    | Турция                             | 2:0                                | —                                  | Чемпионат мира 2014 (отбор)        |
| 19                                 | 16 ноября 2013                     | Япония                             | 2:2                                | —                                  | Товарищеский матч                  |
| 20                                 | 19 ноября 2013                     | Колумбия                           | 0:0                                | —                                  | Товарищеский матч                  |
| 21                                 | 31 мая 2014                        | Гана                               | 1:0                                | —                                  | Товарищеский матч                  |
| 22                                 | 4 июня 2014                        | Уэльс                              | 2:0                                | 1                                  | Товарищеский матч                  |
| 23                                 | 13 июня 2014                       | Испания                            | 5:1                                | —                                  | Чемпионат мира 2014                |
| 24                                 | 18 июня 2014                       | Австралия                          | 3:2                                | —                                  | Чемпионат мира 2014                |
| 25                                 | 23 июня 2014                       | Чили                               | 2:0                                | —                                  | Чемпионат мира 2014                |
| 26                                 | 5 июля 2014                        | Коста-Рика                         | 0:0 (4:3 пен.)                     | —                                  | Чемпионат мира 2014                |
| 27                                 | 4 сентября 2014                    | Италия                             | 0:2                                | —                                  | Товарищеский матч                  |
| 28                                 | 10 октября 2014                    | Казахстан                          | 3:1                                | —                                  | Чемпионат Европы 2016 (отбор)      |
| 29                                 | 13 октября 2014                    | Исландия                           | 0:2                                | —                                  | Чемпионат Европы 2016 (отбор)      |
| 30                                 | 12 июня 2015                       | Латвия                             | 2:0                                | —                                  | Чемпионат Европы 2016 (отбор)      |
| 31                                 | 13 октября 2015                    | Чехия                              | 2:3                                | —                                  | Чемпионат Европы 2016 (отбор)      |
| 32                                 | 9 ноября 2016                      | Бельгия                            | 1:1                                | —                                  | Товарищеский матч                  |
| 33                                 | 28 марта 2017                      | Италия                             | 1:2                                | —                                  | Товарищеский матч                  |
| 34                                 | 9 июня 2017                        | Люксембург                         | 5:0                                | —                                  | Чемпионат мира 2018 (отбор)        |

Итого: 34 матча / 8 голов; 21 победа, 7 ничьих, 6 поражений.